# أدولف ليسيج
أدولف ليسيج (بالإنجليزية: Adolph Lessig) هو نقابي أمريكي، ولد في مارس 1869 في فيلادلفيا في الولايات المتحدة، وتوفي في 12 أغسطس 1935 في باترسون في الولايات المتحدة.